# Jóga (zespół muzyczny)
Jóga – polski zespół muzyczny wykonujący muzykę alternatywną i elektroniczno-folkową założony w 2013 roku. W skład grupy wchodzą Rafał Skowroński i Kamil Łukasiuk.

## Historia
Zespół Jóga powstał w 2013 roku z inicjatywy Kamila Łukasiuka, który zaproponował współpracę Rafałowi Skowrońskiemu, swojemu koledze z czasów gimnazjalnych. Nazwa zespołu nawiązuje do tytułu jednego z utworów islandzkiej piosenkarki Björk, którą duet „podziwia za całokształt solowej twórczości”. W październiku 2013 roku wystąpili na festiwalu TEDxRawaRiver. W 2014 roku zespół wziął udział w przesłuchaniach do czwartej edycji programu X Factor. Na etapie castingów przed jurorami zaprezentowali swoją interpretację utworu Stacja Warszawa zespołu Lady Pank. 29 października tego samego roku wydali swój minialbum zatytułowany Skin.
Jesienią 2015 roku duet wygrał konkurs Converse Rubber Tracks, dzięki czemu zdobył możliwość nagrania materiału na swoją drugą EP-kę w Hansa Tonstudio w Berlinie. Minialbum zatytułowany Hero ukazał się 17 lipca 2016 roku. W czerwcu duet wystąpił z utworem „Cztery” podczas koncertu „Debiuty” w ramach 53. Krajowego Festiwalu Piosenki Polskiej w Opolu. W sierpniu wystąpili na Kraków Live Festival 2016.

## Skład
- Rafał Skowroński – gitara, śpiew
- Kamil Łukasiuk – gitara, gitara basowa, ukulele

## Dyskografia

### Minialbumy (EP)
- Skin (2014)
- Hero (2016)